# Camptoptera japonica
Camptoptera japonica is een vliesvleugelig insect uit de familie Mymaridae. De wetenschappelijke naam is voor het eerst geldig gepubliceerd in 1971 door Taguchi.